# Jáder Obrian
Jáder Obrian (María La Baja, 1995. május 18. –) kolumbiai labdarúgó, az amerikai Austin csatára.

## Pályafutása
Obrian a kolumbiai María La Baja városában született. Az ifjúsági pályafutását az Uniautónoma akadémiájánál kezdte.
2015-ben mutatkozott be az Uniautónoma első osztályban szereplő felnőtt csapatában. 2016-ban a Deportes Tolima szerződtette. 2018 januárja és júliusa között a Cúcuta Deportivo csapatánál szerepelt kölcsönben. 2019-ben az Águilas Doradashoz igazolt.
2021. január 1-jén három éves szerződést kötött az észak-amerikai első osztályban érdekelt Dallas együttesével. Először a 2021. április 18-ai, Colorado Rapids ellen 0–0-ás döntetlennel zárult mérkőzésen lépett pályára. Első gólját 2021. május 2-án, a Portland Timbers ellen hazai pályán 4–1-re megnyert találkozón szerezte meg. 2023. december 14-én az Austin szerződtette.

## Statisztikák
2024. augusztus 8. szerint
| Klub                          | Szezon   | Osztály   | Bajnokság | Bajnokság | Kupa  | Kupa | Nemzetközi | Nemzetközi | Összesen | Összesen |
| Klub                          | Szezon   | Osztály   | Meccs     | Gól       | Meccs | Gól  | Meccs      | Gól        | Meccs    | Gól      |
| ----------------------------- | -------- | --------- | --------- | --------- | ----- | ---- | ---------- | ---------- | -------- | -------- |
| Uniautónoma                   | 2015     | Primera A | 6         | 0         | 1     | 0    | —          | —          | 7        | 0        |
| Deportes Tolima               | 2016     | Primera A | 13        | 0         | 6     | 0    | 2          | 0          | 21       | 0        |
| Deportes Tolima               | 2017     | Primera A | 11        | 0         | 6     | 0    | 0          | 0          | 17       | 0        |
| Deportes Tolima               | 2018     | Primera A | 5         | 0         | —     | —    | —          | —          | 5        | 0        |
| Cúcuta Deportivo (kölcsönben) | 2018     | Primera B | 10        | 3         | 4     | 0    | —          | —          | 14       | 3        |
| Águilas Doradas               | 2019     | Primera A | 39        | 11        | 2     | 0    | 4          | 2          | 45       | 13       |
| Águilas Doradas               | 2020     | Primera A | 22        | 13        | 2     | 1    | —          | —          | 24       | 14       |
| Dallas                        | 2021     | MLS       | 34        | 9         | 0     | 0    | —          | —          | 34       | 9        |
| Dallas                        | 2022     | MLS       | 32        | 2         | 2     | 1    | —          | —          | 34       | 3        |
| Dallas                        | 2023     | MLS       | 32        | 7         | 1     | 0    | 4          | 0          | 37       | 7        |
| Austin                        | 2024     | MLS       | 25        | 5         | 0     | 0    | 2          | 1          | 27       | 6        |
| Összesen                      | Összesen | Összesen  | 229       | 50        | 24    | 2    | 12         | 3          | 265      | 55       |